# Juan Francisco González Hernández
Juan Francisco González Hernández (Montevideo, 30 de junio de 1928 - 9 de diciembre de 2006) fue un periodista uruguayo, licenciado en Ciencias de la Comunicación, docente, colaborador de diferentes medios de prensa nacionales e internacionales.

## Biografía
Nació en Montevideo el 30 de junio de 1928. Casado, tuvo cinco hijos.
Inició su actividad laboral siendo muy joven, con apenas 16 años ingresando al Ejército Nacional como telegrafista. Abandona el Ejército Nacional tras el fin de la Segunda Guerra Mundial para dedicarse de lleno al estudio de su verdadera vocación: el periodismo. Se gradúa como Licenciado en Ciencias de la Comunicación, cursando posteriormente estudios de postgrado que lo llevan a países como Ecuador, Brasil, y Perú. Como docente se desempeñó tanto en el Uruguay como en diferentes Universidades latinoamericanas. Fue directivo y co - fundador de la Escuela de Periodismo del Círculo de la Prensa del Uruguay.
Fallece en Montevideo a los 78 años de edad, el 9 de diciembre de 2006.

## Actividad Profesional
Dedicó su vida al periodismo. Trabajó en diferentes medios de prensa nacionales, comenzando su actividad profesional en Radio Ariel, llegando a ser Jefe de Prensa. Desde allí, se centró en el periodismo político, rama que le dio la oportunidad de conocer a diferentes personalidades del espectro político nacional e internacional. Paralelamente, colaboraba con artículos periodísticos en el "Diario Acción", lugar donde posteriormente se forjarían figuras como Zelmar Michelini, Jorge Batlle o Julio María Sanguinetti entre otros. Dueño de una voz privilegiada, es contratado por Radio El Espectador para conducir el informativo de las 23 horas, tarea que desempeña por varios años hasta alcanzar la sub - dirección de prensa. A principios de los años 70, es convocado por el entonces Presidente de la República Jorge Pacheco Areco para dirigir la Oficina de Claves y Comunicaciones de la Presidencia de la República. Se mantiene en el cargo hasta su renuncia en junio de 1972.
Dueño de una facilidad de palabra excepcional, tanto oral como escrita, su estilo le valió reconocimientos importantes. Destacado cronista político de difertenes medios de prensa escritos como "BP Color", "Acción", "Ya", "La República" en su primera etapa, y "El Diario". Finaliza su actividad profesional en el diario "La Mañana", donde ocupó hasta el año 1999 el cargo de Editor General.
Cumplió además una intensa actividad publicitaria com Director de la agencia "Éxito Publicidad".

## Actividad Internacional
En su calidad docente, tuvo la oportunidad de disertar como invitado en diferentes Universidades, entre ellas la Universidad de San Marcos (Lima - Perú), la Universidad Nacional de Quito (Quito - Ecuador), y la Universidad Católica de Porto Alegre (Brasil). Cubrió como periodista diferentes eventos internacionales, entre los que se destacan la Cumbre de Desarrollo Humano en Egipto (1997), o la visita a la Casa Universal de Justicia en Israel (1998), siendo el primer periodista uruguayo en visitarla.

## Actividad política
Ideológicamente ligado al Partido Colorado, partidario del Batllismo (Lista 14) fue un ferviente defensor de los principios liberales y socialdemócratas de esta corriente de pensamiento, como lo demuestran algunos de sus artículos publicados. Integró hasta último momento, el Grupo de Análisis Político de Vanguardia Batllista, sector que hoy lidera el Dr. Alberto Scavarelli. 

## Publicaciones
Autor de múltiples artículos periodísticos y de investigación. Su último trabajo fue una investigación sobre la radioterapia en el Uruguay, y los aspectos económicos de un negocio lucrativo. 
- 2006 - La muerte nuclear
- 2006 - La Historia de la fe Bahai en Uruguay
- 2006 - La vocación política al servicio público
- 2005 - Tiempos de confusión, tiempos de cambio
- 1999 - El avance la izquierda